# Образователен медиатор
Образователният медиатор работи в сферата на детското образование, като помага на деца да останат свързани с ученето, да се връщат в класните стаи, да не отсъстват от час и да не изостават с материала. Образователните медиатори се фокусират предимно върху подкрепата на деца в контекста на училищните дейности; те също улесняват комуникацията между училищата и семействата. Те се фокусират върху отношенията между училището и семействата, както и за повишаване на осведомеността сред ромската общност по въпроси, свързани с училището. Според официална длъжностна характеристика, дейността е изпълнение на местни и училищни политики за повишаване на качеството и обхвата на предучилищното и училищното образование.

## Образователните медиатори в България

### История
Терминът образователни медиатори се въвежда през 2017 г. Включва се в Националния класификатор на професиите през септември 2017 г. МОН насърчава училищата и детските градини да назначат образователни медиатори с допълнителните средства за работа с деца и ученици от уязвими групи. Според МОН, в началото на ноември 2018 г. работят около 220 образователни медиатори.
На 28.02.2019 г. стартира проект „Подкрепа за успех“, с продължителност 30 месеца. В началото са назначени 743 образователни медиатори и 101 социални работници в училища, които участват в проекта. Проектът е за подкрепа на всички деца, които имат затруднения с усвояване на учебното съдържание по различни предмети. Основната цел е да се подпомогне равния достъп до качествено образование и по-пълното обхващане на учениците в училищното образование чрез дейности за преодоляване на затруднения в обучението и пропуски при усвояването на учебното съдържание, както и за развитие на потенциала и възможностите им за успешно завършване на средно образование и за бъдеща социална, професионална и личностна реализация.
Към 2021 г., в България има над 1 000 образователни медиатора. През 2020 г. по проект „Подкрепа за успех“ на МОН работят 743 образователните медиатори и 101 социални работници, заедно с 255 обучители.

### Практически отговорности на образователния медиатор
Според един от тях, Ангел Ангелов, „Тази професия е за хора с огромни сърца, които са готови на всичко само и само да бъдат полезни на своята общност и на децата ... От части сме психолози, от части сме адвокати, представители на образователната система в обществото, на което станахме и приятели.“ Образователните медиатори са разнообразни хора, включително според Таня Христова, „Аз съм ромка и противно на всички стереотипи и предразсъдъци вече карам второто си висше образование – магистърска степен“.
„Напрежение между учител и ученик“ е сред предизвикателствата пред образователните медиатори, като има примери за успешното му преодоляване. Други предизвикателства са, че на бедните деца и семейства често липсват учебни пособия и(ли) интернет; риск за доверието са и различните мнения относно пандемията и ваксинацията. Успехите на медиаторите понякога се отдават на това, че идват от самата общност и са разпознаваеми.

## Признания
В началото на 2021 г., Таня Христова, ромка от Котел, е номинирана за „Млад европеец на годината“, награда от Фондация Schwarzkopf Young Europ. Таня работи като училищен психолог и помага на 164 семейства.
В края на 2021 г. Българския хелзинкски комитет присъжда наградата „Човек на годината“ на българските образователни медиатори. Сред причините за наградата е ролята им по време на трудностите в ученето около пандемията от Ковид, включително и преди да имат достъп до защитни облекла; убеждават над 60% от родителите на деца от уязвими групи в безопасността на тестването за COVID-19, с цел връщане присъствено в училище.
В края на 2021 г. кметът на община Добрич Соня Георгиева дава плакет и грамота на Мира Кирилова, образователен медиатор в ОбУ „Добри Войников“ в село Победа.
За „Образователен медиатор на годината“ през 2021 г. „Амалипе“ номинират Николай Георгиев, Фатме Арслан от Професионална гимназия по транспорт и строителни технологии „Гоце Делчев“ и други.
Според Амалипе (център за междуетнически диалог), от 200 допитани училища, 70% използват образователните медиатори за достигане до учениците от най-бедните семейства.

### Награди „Образователен медиатор на годината“ за 2022 г.
- Екрам Мюмюнов – печели Голямата награда „Образователен медиатор на годината“.
- Стефан Трендафилов, Професионална гимназия по механотехника в Сливен – приз за добротворчество и застъпничество.
- Ташка Мутафова, медиатор в училището в село Кукорево, община Тунджа – награда за популяризиране на ромската култура и традиция.
- Ивелина Костова, медиатор към ОУ „Св. св. Кирил и Методий“, село Ряхово, община Сливо поле – приз „Овластяване на ромската жена“
- Милка Ангелова, СУ „Вл. Комаров“, Велико Търново – „Млад Будител“.
- Десислава Янкова, медиатор в Средно училище „Николай Катранов“, Свищов – награда за теренна работа и постигане на диалог.
- Основно училище „Васил Левски“ в село Караджово – почетен знак на МОН за приноса си в обучаване на ученици от различни етнически групи.[21]